# قضایای یکریختی
در ریاضیات، به‌ویژه در جبر مجرد، قضایای یکریختی (که به قضایای یکریختی نوتری نیز معروفند)، قضایایی اند که رابطه بین خارج قسمت‌ها، همریختی‌ها، و زیراشیاء را بیان می دارند. نسخه‌هایی از قضایای یکریختی برای گروه‌ها، حلقه‌ها، فضاهای برداری، مدول‌ها، جبرهای لی، و انواع دیگری از ساختارهای جبری به کار می روند. در جبر جهانی، قضایای یکریختی را می توان به جبرها و همنهشتی‌ها نیز تعمیم داد.
ابتدا قضایا یکریختی مربوط به گروه‌ها را شرح می‌دهیم.

### توضیحی در مورد اسامی و شماره قضایا
در زیر چهار قضیه را با نام‌های الف، ب، ج و د ارائه می‌کنیم. با این حال، توافق خاصی در مورد شماره گذاری وجود ندارد. در اینجا نمونه‌هایی از قضایای یک‌ریختی گروه‌ها در این باب را ارائه می دهیم. توجه داشته باشید که این قضایا مشابه حلقه‌ها و مدول‌ها هستند.
| توضیحات          | نویسنده                        | قضیه (الف)         | قضیه (‌ب)                               | قضیه (ج)                                           |
| ---------------- | ------------------------------ | ------------------ | -------------------------------------- | -------------------------------------------------- |
| بدون قضیه «سوم». | Jacobson                       | قضیه اساسی همریختی | قضیه دوم یکریختی                       | "عموما از آن به عنوان قضیه اول یکریختی یاد می‌شود." |
| بدون قضیه «سوم». | van der Waerden, Durbin        | قضیه اساسی همریختی | قضیه اول یکریختی                       | قضیه دوم یکریختی                                   |
| بدون قضیه «سوم». | Knapp                          | بدون نام           | قضیه دوم یکریختی                       | قضیه اول یکریختی                                   |
| بدون قضیه «سوم». | Grillet                        | قضیه همریختی       | قضیه دوم یکریختی                       | قضیه اول یکریختی                                   |
| قضایا سه‌گانه     | (Other convention per Grillet) | قضیه اول یکریختی   | قضیه سوم یکریختی                       | قضیه دوم یکریختی                                   |
| قضایا سه‌گانه     | Rotman                         | قضیه اول یکریختی   | قضیه دوم یکریختی                       | قضیه سوم یکریختی                                   |
| قضایا سه‌گانه     | Fraleigh                       | بدون نام           | قضیه دوم یکریختی                       | قضیه سوم یکریختی                                   |
| قضایا سه‌گانه     | Dummit & Foote                 | قضیه اول یکریختی   | قضیه دوم یکریختی یا قضیه الماس یکریختی | قضیه سوم یکریختی                                   |
| بدون شماره‌گذاری  | Milne                          | قضیه همریختی       | قضیه یکریختی                           | قضیه تناظر زیرگروه‌ها                               |
| بدون شماره‌گذاری  | Scott                          | قضیه همریختی       | قضیه یکریختی                           | قضیه تازه‌کار "Freshman"                            |

کمتر متداول است که قضیه (د)، که معمولاً به عنوان قضیه شبکه یا قضیه تناظر زیر‌گروه‌ها شناخته می شود، در یکی از قضایای یکریختی قرار گیرد، اما زمانی که انجام می شود، آخرین مورد است.

### صورت قضایا

نمودار قضیه بنیادی همریختی‌‌ها

#### قضیه الف
گروه‌های G و H مفروضند بطوری که f:G→H یک همریختی باشد. آنگاه:
1. هسته f یک زیرگروه نرمال از G است.
2. تصویر f یک زیرگروه از H است.
3. تصویر f با گروه خارج قسمتی G/ker(f) یکریخت است.

به طور خاص اگر f پوشا باشد، آنگاه G/ker(f) با H یکریخت است.

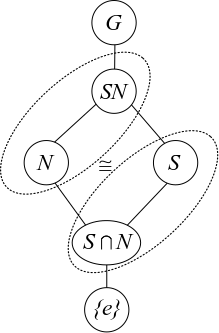
نمودار قضیه (ب) دو گروه خارج‌قسمتی (نقطه دار) یکریخت هستند. با توجه به این نمودار به این قضیه قضیه لوزی نیز می‌گویند.

#### قضیه ب
اجازه دهید {\displaystyle G} یک گروه باشد. بگذارید {\displaystyle S} زیرگروهی از {\displaystyle G} باشد، و فرض کنید {\displaystyle N} یک زیرگروه عادی از {\displaystyle G} باشد. آنگاه خواهیم داشت:
1. حاصل ضرب {\displaystyle SN} زیرگروهی از {\displaystyle G} است.
2. اشتراک {\displaystyle S\cap N} یک زیرگروه نرمال از {\displaystyle S} است.
3. گروه‌های خارج‌قسمتی{\displaystyle (SN)/N} و {\displaystyle S/(S\cap N)} هم شکل هستند.

توجه شود، لزومی ندارد {\displaystyle N} یک زیرگروه نرمال باشد، تا زمانی که {\displaystyle S} زیرگروهی از نرمال‌ساز {\displaystyle N} در {\displaystyle G} باشد. در این مورد، اشتراک {\displaystyle S\cap N} یک زیرگروه نرمال از {\displaystyle G} نیست، اما همچنان یک زیرگروهی نرمال از {\displaystyle S} است.
این قضیه با اسامی قضیه یکریختی، قضیه الماس و لوزی شناخته می‌شود.

#### قضیه ج
فرض کنید {\displaystyle G} یک گروه و {\displaystyle N} زیرگروه نرمالی از آن باشد. داریم:
1. اگر {\displaystyle K} یک زیرگروه از {\displaystyle G} باشد بطوری که {\displaystyle N\subseteq K\subseteq G}، آنگاه {\displaystyle G/N} شامل یک زیرگروه یکریخت با {\displaystyle K/N} است.
2. هر زیرگروه {\displaystyle G/N} یکریخت با {\displaystyle K/N} است بطوری که {\displaystyle K} یک زیرگروه {\displaystyle G} است که {\displaystyle N\subseteq K\subseteq G}.
3. اگر {\displaystyle K} یک زیرگروه نرمال از {\displaystyle G} باشد بطوری که {\displaystyle N\subseteq K\subseteq G}، آنگاه {\displaystyle G/N} شامل یک زیرگروه نرمال یکریخت با {\displaystyle K/N} است.
4. هر زیرگروه نرمال {\displaystyle G/N} یکریخت با {\displaystyle K/N} است بطوری که {\displaystyle K} یک زیرگروه نرمال {\displaystyle G} است که {\displaystyle N\subseteq K\subseteq G}.
5. اگر {\displaystyle K} یک زیرگروه نرمال از {\displaystyle G} باشد بطوری که {\displaystyle N\subseteq K\subseteq G}، آنگاه گروه خارج‌قسمتی {\displaystyle (G/N)/(K/N)} یکریخت با {\displaystyle G/K} است.

#### قضیه د
قضیه تناظر (همچنین به عنوان قضیه شبکه (lattice) شناخته می شود) گاهی اوقات قضیه یکریختی سوم یا چهارم نیز نامیده می‌شود.
لم زاسن‌هاوس (همچنین به عنوان لم پروانه شناخته می شود) گاهی اوقات قضیه چهارم یکریختی نامیده می‌شود.

## ارجاعات
1. ↑  Jacobson (2009), sec 1.10
2. ↑  van der Waerden, Algebra (1994).
3. ↑  Durbin (2009), sec. 54
4. ↑  [the names are] essentially the same as [van der Waerden 1994][۳]
5. ↑  Knapp (2016), sec IV 2
6. ↑  Grillet (2007), sec. I 5
7. ↑  Rotman (2003), sec. 2.6
8. ↑  Fraleigh (2003), Chap. 34
9. ↑  Dummit, David Steven (2004). Abstract algebra. Richard M. Foote (Third ed.). Hoboken, NJ. pp. 97–98. ISBN 0-471-43334-9. OCLC 52559229.
10. ↑  Milne (2013), Chap. 1, sec. Theorems concerning homomorphisms
11. ↑  Scott (1964), secs 2.2 and 2.3
12. 1 2  Paul Moritz Cohn (2000). Classic Algebra. Wiley. p. 245. ISBN 978-0-471-87731-8.
13. ↑  Milne (2013), Chap. 1, sec. Theorems concerning homomorphisms
14. ↑  I. Martin Isaacs (1994). Algebra: A Graduate Course. American Mathematical Soc. p. 33. ISBN 978-0-8218-4799-2.
15. ↑  Wilson, Robert A. (2009). The Finite Simple Groups. Graduate Texts in Mathematics 251. Springer-Verlag London. p. 7. doi:10.1007/978-1-84800-988-2. ISBN 978-1-4471-2527-3.